# Реакція Іствуда

Реакція Іствуда

Реакція Іствуда (англ. Eastwood reaction) — стереоспецифічне перетворення віцинальних діолів в олефіни.